# Municipio de Ripley (condado de Rush)
El municipio de Ripley (en inglés: Ripley Township) es un municipio ubicado en el condado de Rush en el estado estadounidense de Indiana. En el año 2010 tenía una población de 2156 habitantes y una densidad poblacional de 23,21 personas por km².

## Geografía
El municipio de Ripley se encuentra ubicado en las coordenadas 39°44′29″N 85°34′43″O / 39.74139, -85.57861. Según la Oficina del Censo de los Estados Unidos, el municipio tiene una superficie total de 92.87 km², de la cual 92,41 km² corresponden a tierra firme y (0,5 %) 0,46 km² es agua.

## Demografía
Según el censo de 2010, había 2156 personas residiendo en el municipio de Ripley. La densidad de población era de 23,21 hab./km². De los 2156 habitantes, el municipio de Ripley estaba compuesto por el 98,7 % blancos, el 0,05 % eran afroamericanos, el 0,42 % eran amerindios, el 0,09 % eran asiáticos, el 0,09 % eran de otras razas y el 0,65 % eran de una mezcla de razas. Del total de la población el 1,21 % eran hispanos o latinos de cualquier raza.